# Landirans
Landirans fou una senyoria de la regió de Bordeus. La parròquia avui ja no existeix.
La senyoria existia ja el segle xii. Rostany o Rostand era el senyor vers el 1236. Va passar llavors als senyors de Saint Simphorin i el 1333 era senyor Gaillard de Saint Simphorin (una branca de la família La Mothe), i el va succeir la seva filla Claramunda casada amb Joan de Grailly, casa a la qual va anar la senyoria. El fill Pere I (mort vers 1340), i el fill d'aquest Pere II (mort el 1356) foren els següents senyors. Per raons desconegudes de l'herència va tornar a Isabel de Saint Simphorin, filla de Claramunda i Joan, que es va casar el 1358 amb Joan d'Estratonne i encara eren vius el 1391. La filla d'Isabel i Joan, Margarida, va posseir la senyoria i consta per un títol de 1424. Més tard va passar a la casa de Montferrand, amb Joan de Montferrand (consta el 1571), Gastó de Montferrand (consta el 1579) i Bernat de Montferrand (consta el 1639). Com a senyoria va existir fins al 1798.